# Oxyserica kanchenjungae
Oxyserica kanchenjungae är en skalbaggsart som beskrevs av Ahrens 1995. Oxyserica kanchenjungae ingår i släktet Oxyserica och familjen Melolonthidae. Inga underarter finns listade i Catalogue of Life.